# István Kovács (zápasník)
István Kovács (* 27. června 1950, Nádudvar, Maďarsko) je bývalý maďarský zápasník, volnostylař.
V roce 1980 na olympijských hrách v Moskvě, v kategorii do 82 kg vybojoval bronzovou medaili. Olympijských her se zúčastnil také v letech 1976 a 1988.

V roce 1979 vybojoval zlato na mistrovství světa, v roce 1977 bronz a v roce 1978 vybojoval čtvrté místo. Na mistrovství Evropy vybojoval čtvrté místo v roce 1974 a dvakrát páté místo v roce 1976, respektive 1978.